# Chom Thong (Bangkok)
Chom Thong (in thailandese: จอมทอง) è uno dei 50 distretti (khet) della città di Bangkok, in Thailandia.